# Bosque Zaninelli
Bosque Zaninelli é um espaço público da cidade de Curitiba, capital do Paraná.
Espaço ambiental de 37 mil metros quadrados, situado no bairro do Pilarzinho, foi inaugurado com a presença do oceanógrafo francês Jacques-Yves Cousteau no início da década de 1990 e o seu portal dá acesso à antiga sede da Universidade Livre do Meio Ambiente, que funcionou no local até 2022. Hoje, o edifício abriga a Escola Municipal de Sustentabilidade ligada à Prefeitura de Curitiba.